# Хейман, Эдуард
Эдуард Хейман (Хайман; нем. Eduard Heimann; 11 июля 1889, Берлин — 31 мая 1967, Гамбург) — немецкий экономист и социолог, теоретик христианского социализма, один из создателей модели рыночного социализма.

## Биография
Родился в семье еврейского происхождения. Его отец — Хьюго Хейманн, член СДПГ, депутат прусского и германского парламентов до 1932 года.
Учился в университетах Берлина, Вены и Гейдельберга, где получил степень доктора философии (1912). В 1919—1922 генеральный секретарь комиссии по социализации Германии. В 1922—1925 преподавал в Кёльнском и Фрейбургском университетах, в 1925—1933 возглавлял кафедру экономики Гамбургского университета.
В 1933—1958 находился в эмиграции в США. Преподавал экономику и социологию в Новой школе политических и социальных исследований в Нью-Йорке. Вместе с Р. Нибуром и П. Тиллихом принимал участие в деятельности Братства христиан-социалистов.
С 1958 профессор Боннского университета.
Важное место в обществе отводил религии. Пропагандировал реформистскую идею постепенного эволюционного «врастания» капитализма в социализм. Выступил с религиозно-этической трактовкой социализма.
По мнению Хеймана, социализм является не фазой коммунистического общества, а альтернативой как капитализму, так и коммунизму, которые он связывал с «абсолютизацией экономики», подчинением человека машине.

## Сочинения
- Eduard Heimann, Soziale Theorie des Kapitalismus, 1929
- Eduard Heimann (1931), Kapitalismus, Organwirtschaft, Sozialpolitik und ihre theoretische Effassung, WWA
- Eduard Heimann (1931), Kapitalismus und Sozialismus
- Eduard Heimann (1932), Sozialistische Wirtschafts- und Arbeitsordnung
- Eduard Heimann (1934), Socialism and Democracy, Social Research
- Eduard Heimann (1934), Planning and the Market System, Social Research
- Eduard Heimann (1935), Types and Potentialities of European Planning, Social Research
- Eduard Heimann (1937), What Marx Means Today, Social Research
- Eduard Heimann (1938), Communism, Fascism or Democracy?
- Eduard Heimann (1938), The Revolutionary Situation of the Middle Classes, Social Research
- Eduard Heimann (1939), Building our Democracy, Social Research
- Eduard Heimann (1944), Franz Oppenheimer’s Economic Ideas, Social Research
- Eduard Heimann (1945), History of Economic Doctrines: an introduction to economic theory
- Eduard Heimann (1975), Sozialismus im Wandel der modernen Gesellschaft